# (11098) Ginsberg
(11098) Ginsberg est un astéroïde de la ceinture principale.

## Description
(11098) Ginsberg est un astéroïde de la ceinture principale. Il fut découvert le 2 avril 1995 à Kitt Peak par le projet Spacewatch. Il présente une orbite caractérisée par un demi-grand axe de 2,71 UA, une excentricité de 0,04 et une inclinaison de 3,9° par rapport à l'écliptique.
Il fut nommé en hommage à Allen Ginsberg, né le 3 juin 1926 à Newark et mort le 5 avril 1997 à New York, poète américain, membre fondateur de la Beat Generation. 

## Compléments